# ليفون ستيبانيان
ليفون ستيبانيان (الأرمينية: Լեւոն Ստեփանյան، من مواليد 22 مارس 1971 في يريفان) هو الأرمني لاعب متقاعد خط وسط لكرة القدم والمدرب الحالي لعبت المتواجدون ابن MOST دي في السابق الوظيفي لسيباهان ولعب لنادي أرارات يريفان، ذوب آهن وسيباهان نوين قائداً. وتوجت ستيبانيان بأرمينيا في مناسبة واحدة في المباراة التي فازت فيها على مقدونيا 2-1 في 6 أيلول/سبتمبر 1995 في إسكوبية.

## الروابط الخارجية
- ليفون ستيبانيان على موقع قاعدة بيانات كرة القدم.إي يو (الإنجليزية)
- ليفون ستيبانيان على موقع ناشيونال فوتبول تيمز (الإنجليزية)
- Iran Pro League Stats